# Clarice
Clarice ist ein weiblicher Vorname.

## Herkunft und Bedeutung
Beim Namen Clarice handelt es sich um eine französische und mittelalterlich englische Form des lateinischen Namens Claritia, der entweder eine abstrakte Ableitung von clārus „hell“, „berühmt“, „klar“, „laut“ darstellt und somit „Ruhm“, „Berühmtheit“ bedeutet, oder es ist eine willkürliche Verlängerung des Namens Klara.

## Verbreitung
Der Name Clarice war in den Vereinigten Staaten bis in die Mitte des 20. Jahrhunderts hinweg geläufig, zählte jedoch nie zu den beliebtesten Vornamen und konnte die Top-200 der Vornamenscharts nie erreichen.
Auch in Brasilien war der Name bereits im 20. Jahrhundert geläufig und zählte lange zu den 200 beliebtesten Mädchennamen. In den 1970er und 1980er Jahren sank seine Popularität, nahm jedoch in den 1990er Jahren wieder zu. Im Jahr 2022 belegte er in den Vornamenscharts Rang 66.
In Deutschland ist der Name ausgesprochen selten und wurde zwischen 2010 und 2022 nur etwa 10 Mal vergeben.

## Varianten
- Englisch: Clarissa
- Latein: Claritia
- Italienisch: Clarissa
- Spanisch: Clarisa

## Namensträgerinnen
- Clarice Beckett (1887–1935), australische Künstlerin des Tonalismus
- Clarice Benini (1905–1976), italienische Schachspielerin
- Clarice Carson (1929–2015), kanadische Opernsängerin
- Clarice Kennedy (1910–1998), australische Leichtathletin
- Clarice Lispector (1920–1977), brasilianische Schriftstellerin
- Clarice Modeste-Curwen, grenadische Politikerin
- Clarice Orsini (1453–1488), Tochter aus uraltem römischen Adelshaus
- Charmaine Clarice Relucio Pempengco (* 1992), philippinische Sängerin
- Clarice E. Phelps (* 1981), US-amerikanische Nuklearchemikerin
- Clarice Strozzi (1493–1528), Angehörige der älteren Linie der Medici
- Clarice Taylor (1917–2011), US-amerikanische Schauspielerin